# Jan Hugens
Jan Hugens (né le 22 mars 1939 à Heerlen et mort le 12 mars 2011 à Amstenrade) est un coureur cycliste néerlandais. Aux Jeux olympiques de 1960, il se classe 38e de la course en ligne et quatrième du contre-la-montre par équipes. Il est indépendant en 1961 puis professionnel de 1962 à 1968. Il s'illustre principalement en contre-la-montre, se classant troisième du Grand Prix de Lugano en 1961, quatrième du Grand Prix des Nations en 1965. Lors de la première édition de l'Amstel Gold Race, il est en position de gagner lorsque sa chaîne se bloque à 350 mètres de l'arrivée. Il prend la troisième place derrière deux de ses coéquipiers de Ford France, Jean Stablinski et Bernard Van De Kerckhove.

## Palmarès
- 1958
  - Bruxelles-Zonhoven
  - Liège-Marche-Liège
  - 1re étape de l'Olympia's Tour
  - 2e du Tour de Yougoslavie
  - 3e du Grand Prix Général Patton
  - 3e du Manx Trophy
- 1959
  - Grand Prix François-Faber
  - Champion des Pays-Bas sur route des militaires
  - 5ea étape de l'Olympia's Tour (contre-la-montre)
  - 2e du Tour de Hollande-Septentrionale
- 1960
  - 2e et 7ea (contre-la-montre) étapes du Tour d'Autriche
  - 3e du Grand Prix François-Faber
- 1961
  - 3e du Grand Prix de Lugano (contre-la-montre)
- 1962
  - Circuit Het Volk indépendants
  - Tour des Quatre-Cantons
  - 5e (contre-la-montre) et 13e étapes du Tour de l'Avenir
  - Grand Prix de Brasschaat (contre-la-montre)
  - 5e du Championnat de Zurich
  - 6e du Tour de Suisse
- 1964
  - Tour des Quatre-Cantons
- 1965
  - GP Union Dortmund
  - 3e du Championnat de Zurich
  - 4e du Grand Prix des Nations
- 1966
  - 3e de l'Amstel Gold Race

## Résultats sur les grands tours

### Tour d'Italie
1 participation 
- 1966 : abandon

### Tour d'Espagne
1 participation 
- 1961 : hors délais (2e étape)